# Bennett Campbell
William Bennett Campbell PC (* 27. August 1943 in Montague, Prince Edward Island; † 11. September 2008) war ein kanadischer Politiker der Liberalen Partei Kanadas, der unter anderem Premierminister von Prince Edward Island sowie einige Zeit Abgeordneter des Unterhauses sowie Bundesminister war. Er starb im September 2008 an Krebs.

## Leben

### Aufstieg zum Premierminister von Prince Edward Island
Campbell, der von Beruf Lehrer war, wurde als Kandidat der Prince Edward Island Liberal Party am 11. Mai 1970 erstmals als Mitglied in die Legislativversammlung von Prince Edward Island gewählt und vertrat in dieser bis 1981 den Wahlkreis 3rd Kings.
Bereits am 10. Oktober 1972 wurde er in die von dem nicht mit ihm verwandten Premierminister Alex Campbell gebildete Provinzregierung von Prince Edward Island berufen und war in dieser bis 1978 Bildungsminister. Zugleich war er zwischen Mai 1974 und 1976 auch Provinzsekretär sowie von Juni 1976 bis November 1978 auch geschäftsführender Finanzminister.
Am 18. November 1978 wurde Bennett Campbell sowohl Alex Campbells Nachfolger als Vorsitzender der Prince Edward Island Liberal Party als auch als Premierminister der Provinz und behielt diese Ämter bis zum 3. Mai 1979. Ferner war er zeitgleich Präsident des Exekutivrates sowie Finanzminister.
Unter seiner Führung erlitt die Liberale Partei bei der Wahl zur Legislativversammlung 1979 eine schwere Niederlage und büßte sechs der 17 Sitze ein sowie damit verbunden auch die absolute Mehrheit in der 32-köpfigen Legislativversammlung. Campbell musste am 3. Mai 1979 das Amt des Premierministers an Angus MacLean, den Spitzenkandidaten der Prince Edward Island Progressive Conservative Party, abtreten und fungierte anschließend noch bis 1981 als Führer der Opposition (Leader of the Opposition).

### Unterhausabgeordneter und Bundesminister
Am 13. April 1981 wurde er als Bewerber der Liberalen Partei Kanadas bei einer Nachwahl im Wahlkreis Cardigan zum Abgeordneten in das kanadische Unterhaus gewählt, verlor diesen Sitz jedoch bereits bei der darauf folgenden Unterhauswahl am 4. September 1984.
Am 22. September 1981 wurde er von Premierminister Pierre Trudeau als Minister für Veteranenangelegenheiten in das 22. kanadische Kabinett berufen. Dieses Ministeramt bekleidete er auch anschließend in der von Trudeaus Nachfolger John Turner gebildeten 23. Regierung Kanadas in der Zeit vom 30. Juni bis zum 16. September 1984.